# La 12

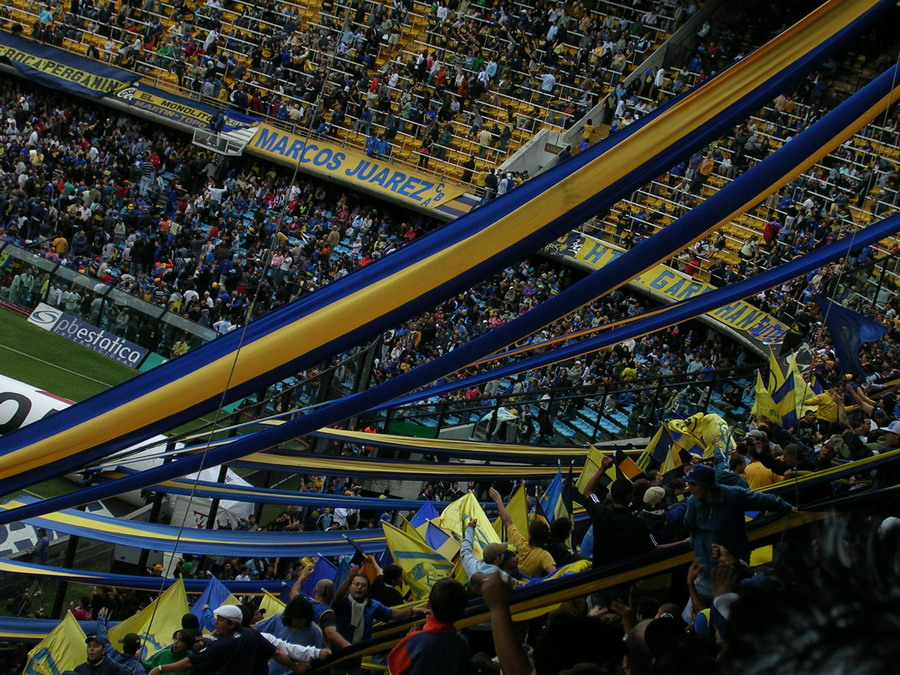
La 12 in der Bombonera

La 12, in Worten La Doce (die Zwölf), ist die führende Fangruppe (auch Barra Brava genannt) des argentinischen Fußballvereins Boca Juniors.

## Begriffsklärung
Der Name „La 12“ oder auch „El Jugador Nº12“ (Der Spieler Nummer 12) bezieht sich auf die Unterstützung der Mannschaft durch den so genannten „zwölften Mann“, also durch das die Mannschaft bedingungslos unterstützende Publikum.

## Geschichte
Der Begriff „La 12“ („der Spieler Nummer zwölf“) tauchte vermutlich erstmals 1925 auf, als die Mannschaft der Boca Juniors eine Reise nach Europa unternahm. Begleitet wurde sie von Victoriano Caffarena, der einer wohlhabenden Familie angehörte, die die Mannschaft auf dieser Reise finanziell unterstützte. Caffarena unterstützte die Mannschaft in allen möglichen Belangen und fungierte zum Beispiel auch als Masseur der Spieler. Daher wurde er bald „der Spieler Nummer zwölf“ genannt. Als die Mannschaft von ihrer Reise heimkehrte, war Caffarena genauso bekannt wie die Spieler. Seitdem widmete er sich für den Rest seines Lebens der Unterstützung seines Lieblingsvereins und rief unter anderem die Fangruppe „Amigos de la República de La Boca“ (Freunde der Republik von La Boca) ins Leben.
Allgemein benutzt wurde der Begriff vom „Spieler Nummer zwölf“ für die Fans von Boca aber erstmals in den 1930er Jahren, als der Reporter Pablo Rojas Paz in einem seiner Artikel schrieb: „Die Fans sind bei Boca der zwölfte Mann“.
In den 1960er Jahren verlieh der Verein seinen Fans die offizielle Bezeichnung „Jugador Número 12“ (Spieler Nummer 12). Diese wurde später von der Fangruppe übernommen, die noch heute unter dem Begriff „La 12“ bekannt ist.

## Die Führer von La 12
In den 1970er Jahren war Quique „El Carnicero“ Anführer der Gruppe „Jugador Número 12“. Als er 1981 zurücktrat, ging die Führerschaft auf José Barrita „El Abuelo“ über. Als dieser 1997 zusammen mit einigen anderen führenden Köpfen der Gruppe wegen Mordes zu einer langjährigen Haftstrafe verurteilt worden war, übernahm Rafael di Zeo gemeinsam mit seinem Bruder Fernando die zu jener Zeit rund 2.000 Mitglieder starke Gruppe. Neuerdings wird sie von Mauro Martín angeführt.

## Rivalitäten
Als Hauptfeinde von „La 12“ gelten die Los Borrachos del Tablón vom Erzrivalen River Plate.